# Rhipiliopsis
Rhipiliopsis é um género de algas, pertencente à família Udoteaceae.

## Espécies
- Rhipiliopsis aegyptiaca
- Rhipiliopsis carolyniae
- Rhipiliopsis corticata
- Rhipiliopsis echinocaulos
- Rhipiliopsis gracilis
- Rhipiliopsis howensis
- Rhipiliopsis madagascariensis
- Rhipiliopsis millarii
- Rhipiliopsis mortensenii
- Rhipiliopsis multiplex
- Rhipiliopsis peltata
- Rhipiliopsis profunda
- Rhipiliopsis reticulata
- Rhipiliopsis robusta
- Rhipiliopsis stri
- Rhipiliopsis yaeyamensis